# Blauer Urban
Blauer Urban ist eine Rotweinsorte, die vermutlich aus Süddeutschland oder aus Südtirol stammt. Die ertragreiche Sorte wurde früher in Deutschland (Württemberg), Österreich, Italien, Frankreich und Ungarn verbreitet angebaut. Die Sorte wurde häufig im gemischten Satz mit den Sorten Gutedel und Veltliner ausgebaut. 
Heute gibt es nur noch geringe Bestände, zum Beispiel in der  Staatlichen Lehr- und Versuchsanstalt für Wein- und Obstbau Weinsberg. Weingüter, die noch den Blauen Urban ausbauen, sind das Weingut Graf Adelmann in Kleinbottwar und Weinbau Pavillon in Gundelsheim.
Eine Verwandtschaft zur Rebsorte Roter Urban ist nicht belegt.

## Synonyme
Blauer Urban, Buona In Casa, Frankenthal, Gemeiner Vernatsch, Kleinvernatsch, Margellana, Matta, Mittelvernatsch, Mitterbernatsch, Mittervernatsch, Montorfano, Olivette, Patriarca, Prevedessa, Prevedone, Roter Vernatsch, Rother Vernatsch, Rothervernatsch, Rotwelscher, Schiava Media, Schiava Piccola, Schiava Rot, Schwarzer Urban, Schwarzurben, Sciaeta, Sciava, Sciava Media, Sciavo, Sclavo, Suesswaelscher, Urbain Rouge, Urban, Urban Blau, Urban Blauer, Urban Schwarz, Urben Blauer, Urben Rot, Uva Patriarcale, Weisslauber, Weisslaubiger Welscher, Zottelwaelscher, Zottelwaelscher Rot, Zottelwelscher, Zottelwelscher Suesser

## Ampelographische Sortenmerkmale
In der Ampelographie wird der Habitus folgendermaßen beschrieben:
- Die Triebspitze ist offen. Sie ist stark weißwollig behaart, mit karminrotem Anflug. Die Jungblätter sind leicht behaart und von gelblicher Farbe.
- Die mittelgroßen dunkelgrünen Blätter sind dreilappig oder schwach angedeutet fünflappig. Die Stielbucht ist V-förmig offen. Das Blatt ist spitz gezähnt. Die Zähne sind im Vergleich der Rebsorten mittelgroß. Die Blattoberfläche (auch Spreite genannt) ist leicht blasig.
- Die konusförmige Traube ist  mittelgroß und mehr oder weniger dichtbeerig. Die rundlichen bis leicht ellipsenförmigen Beeren sind mittelgroß und von dunkelblauer bis schwarzblauer Farbe.

Die Rebsorte Blauer Urban reift ca. 20 – 25 Tage nach dem Gutedel und zählt daher in Deutschland zu den spätreifenden Sorten.
Siehe auch Weinbau in Deutschland, Österreich, Italien, Frankreich und Ungarn und  Liste von Rebsorten.